# 사라예보 노면전차

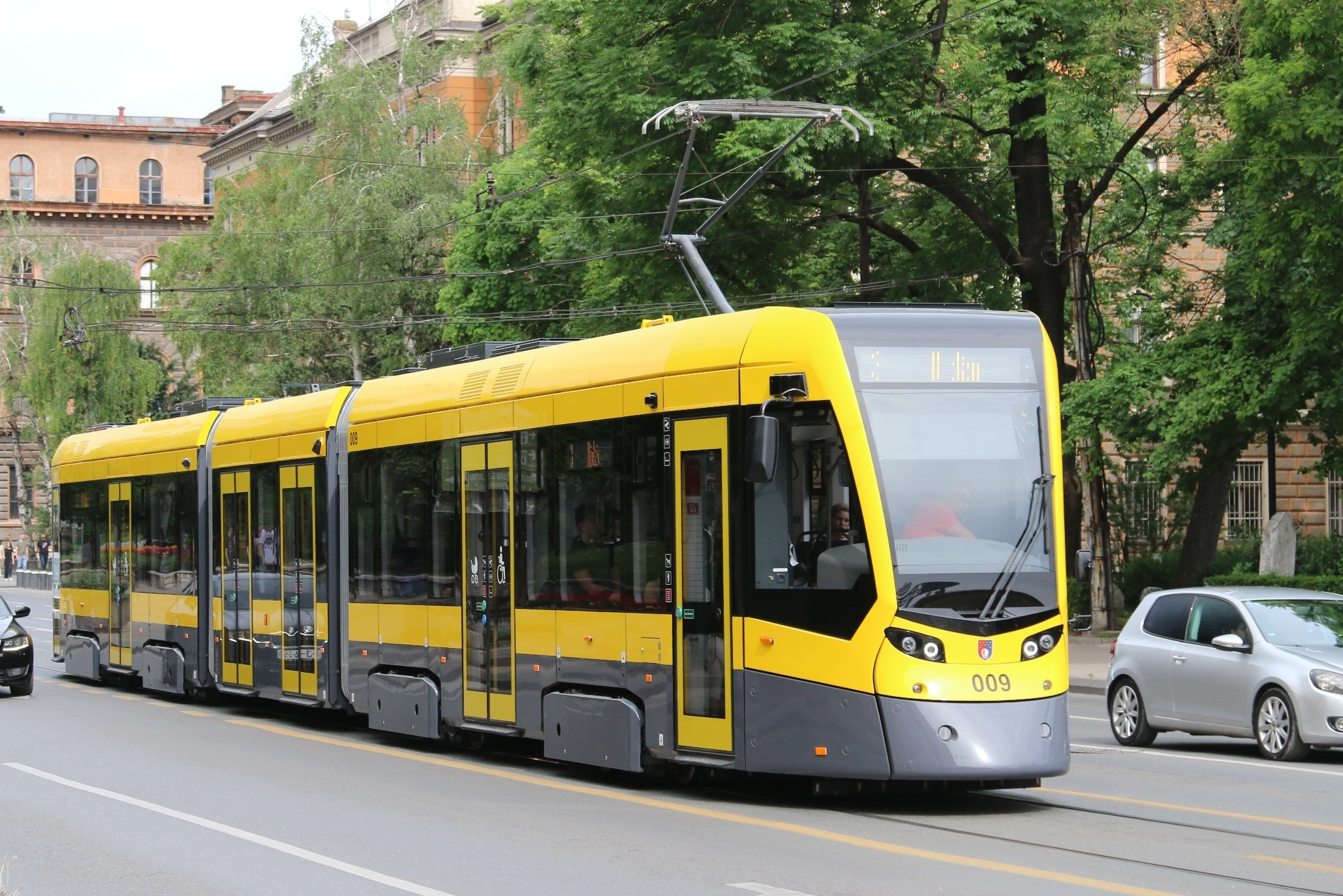
사라예보 노면전차

사라예보 노면전차(보스니아어: Sarajevski tramvaji)는 보스니아 헤르체고비나 사라예보에서 운영되는 노면전차 시스템이다. KJKP GRAS 사라예보가 운영하며, 트롤리버스와 노선 버스도 같이 운영한다.
현재 7개 노선으로 구성되어 있으며, 0.4 킬로미터 (0.25 mi) 길이의 지선이 도시의 사라예보 중앙역까지 있는 단일 노선을 따라 운행된다.